# Lasiobelba neonominata
Lasiobelba neonominata är en kvalsterart som beskrevs av Subías 2004. Lasiobelba neonominata ingår i släktet Lasiobelba och familjen Oppiidae. Inga underarter finns listade i Catalogue of Life.